# 안덕기
안덕기(1915년 4월 1일~1977년 2월 20일)는 대한민국의 정치인이다. 제4대 국회의원을 지냈다.

## 역대 선거 결과
|  | 49.44% |

|  | 49.91% |